# Lac-Sainte-Marie
Pour les articles homonymes, voir Lac Sainte-Marie et Sainte-Marie.
Lac-Sainte-Marie est une municipalité du Québec située à 60 km au nord de Gatineau dans la région administrative de l'Outaouais. Elle fait partie de la MRC de la région de La Vallée-de-la-Gatineau au Québec (Canada). Son territoire s'étend sur 240,37 km2 sur lequel est situé un grand lac portant le même nom. La municipalité est plus connue pour ses attraits touristiques tel que la station de ski Mont Sainte-Marie.

## Histoire

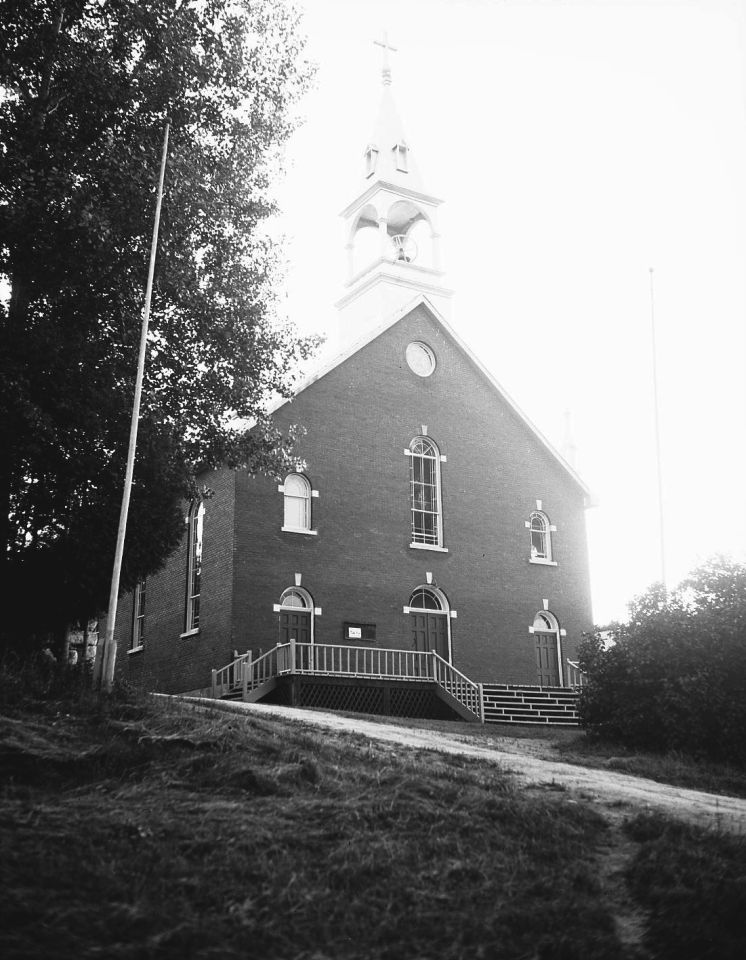
Église du Lac-Sainte-Marie, 1947.

La municipalité du Lac-Sainte-Marie  était autrefois un endroit désigné pour l’exploitation forestière et l’agriculture. Ce n’est qu’à partir de 1928 lors de la construction du barrage hydro-électrique Paugan que le lac s’est inondé et est ainsi devenu tel qu’on le connait aujourd’hui . Outre l’agriculture et l’exploitation forestière, la municipalité du Lac-Sainte-Marie est aujourd’hui connue et fréquentée majoritairement pour ses activités de plein air et de villégiature.

## Toponymie
Le nom de la municipalité aura changé à maintes reprises durant son histoire.En effet, la municipalité était autrefois appelé Hincks, en l’honneur de Francis Hincks, le co-premier ministre du Canada-Uni. La municipalité du Lac-Sainte-Marie  doit son nom actuel entre autres au premier colon marilacois nommé Jean-Marie Léveillé. Sa mère était une pionnière du village bien connue .

## Démographie
| 1996 | 2001 | 2006 | 2011 | 2016 | 2021 |
| ---- | ---- | ---- | ---- | ---- | ---- |
| 492  | 488  | 647  | 611  | 566  | 677  |

## Administration
Les élections municipales se font en bloc pour le maire et les six conseillers.
| Lac-Sainte-Marie Maires depuis 2001                                                                                  |                         |         |          |
| Élection | Maire                   | Qualité | Résultat |
| 2001 | Raymond Lafrenière      |         | Voir     |
| 2005 | Raymond Lafrenière      | Voir    |          |
| 2009 | Gary Lachapelle         |         | Voir     |
| 2013 | Gary Lachapelle         | Voir    |          |
| 2017 | Gary Lachapelle         | Voir    |          |
| 2021 | Cheryl Sage-Christensen |         | Voir     |
| Élection partielle en italique Depuis 2005, les élections sont simultanées dans toutes les municipalités québécoises |                         |         |          |

## Attraits touristiques
Le lac au centre de la municipalité est entouré de chalet et de maison. En plus, plusieurs activités touristiques (Le Centre de ski Mont-Sainte-Marie). Le mont de 1 250 pieds offre des pistes de ski de différents niveaux en plus d’un parc à neige durant la saison hivernale . Durant les saisons plus chaudes, il est possible de faire de la randonnée à pied et d’ainsi monter jusqu’au sommet .
La municipalité accueille aussi le Golf Mont Sainte-Mari , un parcours de 18 trous . La municipalité se joint au ministère des ressources naturelles et de la faune afin de participer à l'ensemencement des lacs pour la pêche. Elle propose aussi des sites de camping sur les berges du lac .